# Explorer 23
Explorer 23 ou S-55C  est un petit satellite expérimental de la NASA mis en orbite en novembre 1964 pour évaluer la menace constituée par micrométéoroïdes pour les engins spatiaux circulant en orbite basse. C'est le troisième satellite d'une série de trois développés par le centre Goddard. Les données, fournies par le satellite qui a fonctionné durant un an, ont permis de mieux évaluer le risque associé aux micrométéorites. La NASA développera par la suite la série des satellites Pegasus (lancés en 1965) pour évaluer de manière plus précise ce risque. 

## Déroulement de la mission
Le satellite Explorer 23 est lancé le 6 novembre 1964 par une fusée Scout X4 décollant de la base de lancement de Wallops. Il est placé sur une orbite basse dont le périgée est de 451 km, l'apogée est de 854 km et l'inclinaison orbitale de 51,9°. Le satellite fonctionne jusqu'au 7 novembre 1965 et est détruit durant sa rentrée atmosphériques le 29 juin 1983. Des satellites Pegasus (lancés en 1965) seront développés pour évaluer de manière plus précise ce risque,.

## Caractéristiques techniques

### Plateforme
Explorer 23 est constitué par le quatrième étage du lanceur Scout   modifié pour emporter des instruments de détection d'impact en plus de son rôle dans l'atteinte de l'orbite. Cet étage, long de 34 centimètres pour un diamètre de 61 centimètres, a une masse de 96,4 kilogrammes sans les ergols.

### Instruments
Explorer 16 emporte cinq expériences dont destinées à évaluer la menace constituée par les micrométéoroïdes. Celles-ci sont.